# Scarlett Souren
Scarlett Souren (4 december 2003) is een Nederlandse wielrenster. Vanaf 2023 rijdt ze bij Parkhotel Valkenburg, dat in 2024 verder ging als VolkerWessels.

## Carrière
In 2021 won Souren brons op het Nederlands kampioenschap tijdrijden bij de junioren. In 2022 won ze diverse wedstrijden op nationaal niveau, waaronder de Trofee Maarten Wynants. In augustus 2024 won ze de Grote Prijs Yvonne Reynders en in september won ze zilver bij de beloften op het Europees kampioenschap in Belgisch Limburg, achter haar land- en ploeggenote Sofie van Rooijen.
In 2022 en 2024 werd ze verkozen tot Limburgs wielrenster van het jaar.

## Palmares
2017
 Nederlands kampioenschap weg, cat 6
2021
 Nederlands kampioenschap tijdrijden, junior
2022
Wim Hendriks Trofee
Trofee Maarten Wynants
Kersenronde Mierlo
Ronde van Geldrop
2024
Klein Sinaai
3e etappe Ronde van Polen
Grote Prijs Yvonne Reynders
Proloog Ronde van Toscane
 Europees kampioenschap op de weg, beloften
Jongerenklassement Ronde van Chongming
2025
Midwest Cycling Classic
Argenta Classic-Deurne

### Resultaten in voornaamste wedstrijden
| Jaar | Ronde van Vlaanderen | Parijs-Roubaix | Dwars door Vlaanderen | Scheldeprijs | Brabantse Pijl |
| ---- | -------------------- | -------------- | --------------------- | ------------ | -------------- |
| 2023 |                      | buit.tijd      | opgave                | 42e          |                |
| 2024 | 60e                  | 52e            | 43e                   | 19e          | 64e            |
| 2025 |                      | 94e            | 58e                   | 55e          |                |

### Resultaten in overige rondes
| Jaar | RideLondon Classique | Baloise Ladies Tour | Simac Ladies Tour |
| ---- | -------------------- | ------------------- | ----------------- |
| 2023 | 75e                  | 60e                 | opgave            |
| 2024 | 56e                  | 23e                 |                   |

## Ploegen
- 2023 –  Parkhotel Valkenburg
- 2024 –  VolkerWessels
- 2025 –  VolkerWessels

Van Bokhoven · Frain · Gerritse · Van Haaften · Van Helvoirt · Knijnenburg (vanaf 1/8) · Limpens · Molenaar · Nooijen · Poland · A. van Rooijen · S. van Rooijen · Schoens · Souren · Vanhove · Vanpachtenbeke · Van der Wolf (tot 17/5)
Beuling · Van Bokhoven · Demey · Dijkstra · Van Helvoirt · Jansen · Knijnenburg · Meert · Molenaar · Poland · A. van Rooijen · S. van Rooijen · Schoens · Souren · Stultiens · Vanhove · Vanpachtenbeke · Wisse (stagiair)
Beuling · Boogaard · Demey · Dijkstra · van Helvoirt · Jansen · Knijnenburg · Meert · Molenaar · Poland · Rijnbeek · van Rooijen · Schoens · Souren · Stultiens · Uneken · Vanpachtenbeke · Vollering · Wisse